# ETA Heiztechnik
ETA Heiztechnik GmbH, mit Sitz in Hofkirchen an der Trattnach, Oberösterreich, ist auf die Herstellung von Biomasseheizungen spezialisiert, also auf Stückholz-, Pellets- und Hackgutkessel.

## Geschichte
Der griechische Buchstabe „eta“ steht in der Welt der Technik für Wirkungsgrad, und dieser ist wiederum ein Maß für die Effizienz bei der Ausnutzung von Energie.
Seit Dezember 1998 konzipiert und baut das oberösterreichische Unternehmen ETA holzbefeuerte Heizkessel. Mit einer Produktionskapazität von bis zu 35.000 Kessel pro Jahr und einer Exportquote in alle Welt (27 Länder) von mehr als 85 %, gehört ETA zu den führenden Biomassekesselproduzenten. Im Mai 2011 entwickelte ETA außerdem die weltweit erste kostenlose Kesselfernsteuerung via Internet – „meinETA“.

## Produkte
- Stückholzkessel (Holzvergaser)
- Pelletskessel
- Hackgutkessel
- Schichtpufferspeicher
- Hydraulikmodule

## Auszeichnungen
- 2007 – Erster Platz „markt intern“[2]
- 2007 – Der Blaue Engel für Pelletskessel[3]
- 2008 – Energie Genie (ETA PU)[4]
- 2010 – Pegasus in Gold[5]
- 2010 – Österreichisches Umweltzeichen für alle Produkte[6]
- 2013 – Pegasus in Bronze[7]
- 2015 – Ökostar[8]